# Sacarino (revista)
Sacarino fue un tebeo editado por Editorial Bruguera en 1975, con 22 números publicados. Ese mismo año, Bruguera lanzó otra revista haciendo referencia a El Botones Sacarino y de mayor éxito, "Super Sacarino", que duró hasta 1977. De esta forma, todos los personajes importantes de Francisco Ibáñez fueron obteniendo su propia cabecera. Era su directora Monserrat Vives.

## Trayectoria editorial
El primer número de "Sacarino" (la revista) apareció el 5 de febrero de 1975. Mostraba una apariencia muy similar a "Mortadelo", destacando por contener una gran proporción de series originales:
| Años       | Números                            | Título                                       | Historias de "continuará" | Autoría                                      | Procedencia     |
| ---------- | ---------------------------------- | -------------------------------------------- | --- | -------------------------------------------- | --------------- |
| 5/02/1975  | 1-6, 11-12, 16, 19, 21-22          | Felipe el Gafe                               | | Conti/Jan                                    | Nueva           |
| 5/02/1975  | 1-22                               | El botones Sacarino                          | | Apócrifo                                     | "El DDT" (1963) |
| 5/02/1975  | 1-5, 9-10, 13-14, 16-17, 21        | Batistet y Olegario, asistentes sanitarios   | | State-Keto                                   | Nueva           |
| 5/02/1975  | 1-22                               | Sherlok López                                | Viaje al imposible (1-2) La joven de hielo (3-5) Un tal Infiniman (6-7) El misterio de la casa de enfrente (8-10) Peligro: futuro (11-13) Un banquero muy movido (14-16) Infiniman (17-19) El "affaire" Boff (20-22) | Gabi                                         |                 |
| 5/02/1975  | 1-7, 10, 14-15, 17, 22             | Pillo y Bollo                                | | David                                        | Nueva           |
| 5/02/1975  | 1-6, 8-22                          | Durand y Dupont                              | | Mart-Os                                      | Nueva           |
| 5/02/1975  | 1-13, 16                           | Los cuentos de tío Vázquez                   | | Vázquez                                      | Din Dan (1968)  |
| 5/02/1975  | 1, 2, 4, 8-13, 15-16, 18-19, 21    | Maratón                                      | | Francisco Alonso, Jaume Ribera/Adolfo García | Nueva           |
| 5/02/1975  | 1-19                               | 1-X-2 el extraterrestre                      | | State-Keto                                   | Nueva           |
| 5/02/1975  | 1, 3, 5, 7, 9, 11, 13, 16, 20      | La brigada fantástica                        | | Andrés Martín/Antonio García                 | Nueva           |
| 5/02/1975  | 1-22                               | El Profesor Cerebelo                         | | Ricardo                                      | Nueva           |
| 10/02/1975 | 2, 4, 6, 8, 10, 12, 14, 17, 19, 22 | Míster Smog                                  | | Andrés Martín/A. Bresciano                   | Nueva           |
|            | 12-18, 20, 22                      | Sansón García Boniato tiene cuerda para rato | | Blas Sanchís                                 |                 |
| 1975       | 15, 18                             | Centauro                                     | | Andrés Martín/Jesús Redondo                  | Nueva           |
|            | 15, 17-18                          | Koko Drilo                                   | |                                              | I.F.S.          |
|            | 18-22                              | Aniceto, el artista completo                 | | Escobar                                      | El DDT          |
|            | 18-22                              | Apolino Tarúguez y su secretario             | | Conti                                        |                 |
|            | 18-22                              | Facundo da la vuelta al mundo                | | Gosset                                       |                 |
|            | 19-22                              | Carioco                                      | | Conti                                        |                 |
|            | 19-22                              | Domingón                                     | | Gosset                                       |                 |
|            | 19-22                              | Hug el troglodita                            | | Gosset                                       |                 |
|            | 21                                 | Quinta Dimensión                             | Andrés Martín | Julio Vivas                                  |                 |